# Saverio Ragno
Saverio Ragno (Trani, 6 dicembre 1902 – Sacile, 22 aprile 1969) è stato uno schermidore italiano, specializzato nella spada e nel fioretto. Ha vinto una medaglia d'oro (a Berlino 1936 con Giancarlo Brusati, Giancarlo Cornaggia-Medici, Edoardo Mangiarotti, Alfredo Pezzana, e Franco Riccardi) e tre d'argento nella scherma ai Giochi olimpici.
È il padre di Antonella Ragno ed il suocero di Gianni Lonzi.

## Palmarès
In carriera ha ottenuto i seguenti risultati:

### Giochi olimpici
Individuale
- Argento nella spada a Berlino 1936

A squadre
- Oro nella spada a Berlino 1936
- Argento nella spada a Los Angeles 1932
- Argento nel fioretto a Londra 1948

### Mondiali
Individuale
- Argento nella spada a Budapest 1933
- Bronzo nella spada a Losanna 1935

A squadre
- Oro nel fioretto a Liegi 1930
- Oro nel fioretto a Vienna 1931
- Oro nella spada a Vienna 1931
- Oro nel fioretto a Budapest 1933
- Oro nella spada a Budapest 1933
- Oro nella spada a Parigi 1937
- Oro nel fioretto a Montecarlo 1950
- Argento nella spada a Liegi 1930
- Argento nella spada a Varsavia 1934
- Argento nel fioretto a Lisbona 1947
- Bronzo nella spada a Piešťany 1938
- Bronzo nella spada a Lisbona 1947

### Campionati italiani
Individuale
- Oro nella spada nel 1926
- Oro nella spada nel 1933
- Oro nella spada nel 1934
- Oro nella spada nel 1935
- Oro nella spada nel 1939
- Argento nella spada nel 1930

A squadre